# フォーチュンガーデン京都
フォーチュンガーデン京都（FORTUNE GARDEN KYOTOは、京都府京都市 中京区に2012年にオープンしたレストラン、結婚式場。運営会社は東京都千代田区に本社を置く株式会社プラン ドゥ シー(株式会社Plan･Do･See)で、ホテル・レストラン・ウェディング等の事業を行っている企業である。

## 概要
国会議事堂の設計監修で知られる日本近代建築の巨匠武田五一（たけだごいち）が1927年に手掛けた島津製作所旧本社ビルをリノベーション。建築当時のままアーチ型の正面玄関や丸い窓ガラスなどは現存され、外観や内装も昭和初期のノスタルジアを再現している。
武田は関西建築の父と呼ばれ、京都市役所、京都府立図書館、賀茂大橋、島津製作所旧本社ビル、同志社女子大学（ジェームス館、栄光館）など、京都にも多くの建築作品を残している。
敷地内にある挙式会場にて、「キリスト教式」「洋装人前式」「和装人前式」からそれぞれのスタイルに合わせて選べ、複数の提携神社での神前式も可能である。
一方、パーティルーム（バンケット、披露宴会場）は「ザ ダイニング ルーム」「ガーデン ルーム」「ザ メトロポール ルーム」「ザ コンチネンタル ルーム」「ザ オリエンタル ルーム」といった
5つの中から選択することができる。

## 交通アクセス
- 京都地下鉄東西線「京都市役所前」駅より北へ徒歩約1分
- 阪急「京都河原町」駅より徒歩約10分
- 京阪「三条」駅より徒歩約7分